# Tensfelder Au
Die Tensfelder Au ist ein Fluss in den Kreisen Segeberg und Plön im deutschen Bundesland Schleswig-Holstein der bei Nehmten in den Großen Plöner See mündet. Mit einem Einzugsgebiet von 73,4 km² ist die Tensfelder Au nach der Schwentine der zweitgrößte Zulauf des Großen Plöner Sees.

## Verlauf
Ihren Ursprung hat die Au im Tarbeker und Muggesfelder Moor nördlich der Ortschaft Blunk und fließt dann in nordöstlicher Richtung an der namensgebenden Ortschaft Tensfeld vorbei direkt auf den Großen Plöner See zu. Im Einzugsgebiet befinden sich der Nehmser See, Muggesfelder See, Seedorfer See und
der Stocksee. Sie entwässern alle direkt oder indirekt in die Tensfelder Au. Im Mündungsbereich der Tensfelder Au werden seit 1968 über 100 ha durch ein Schöpfwerk künstlich entwässert, nachdem der Flusslauf verlegt wurde.